# 완장

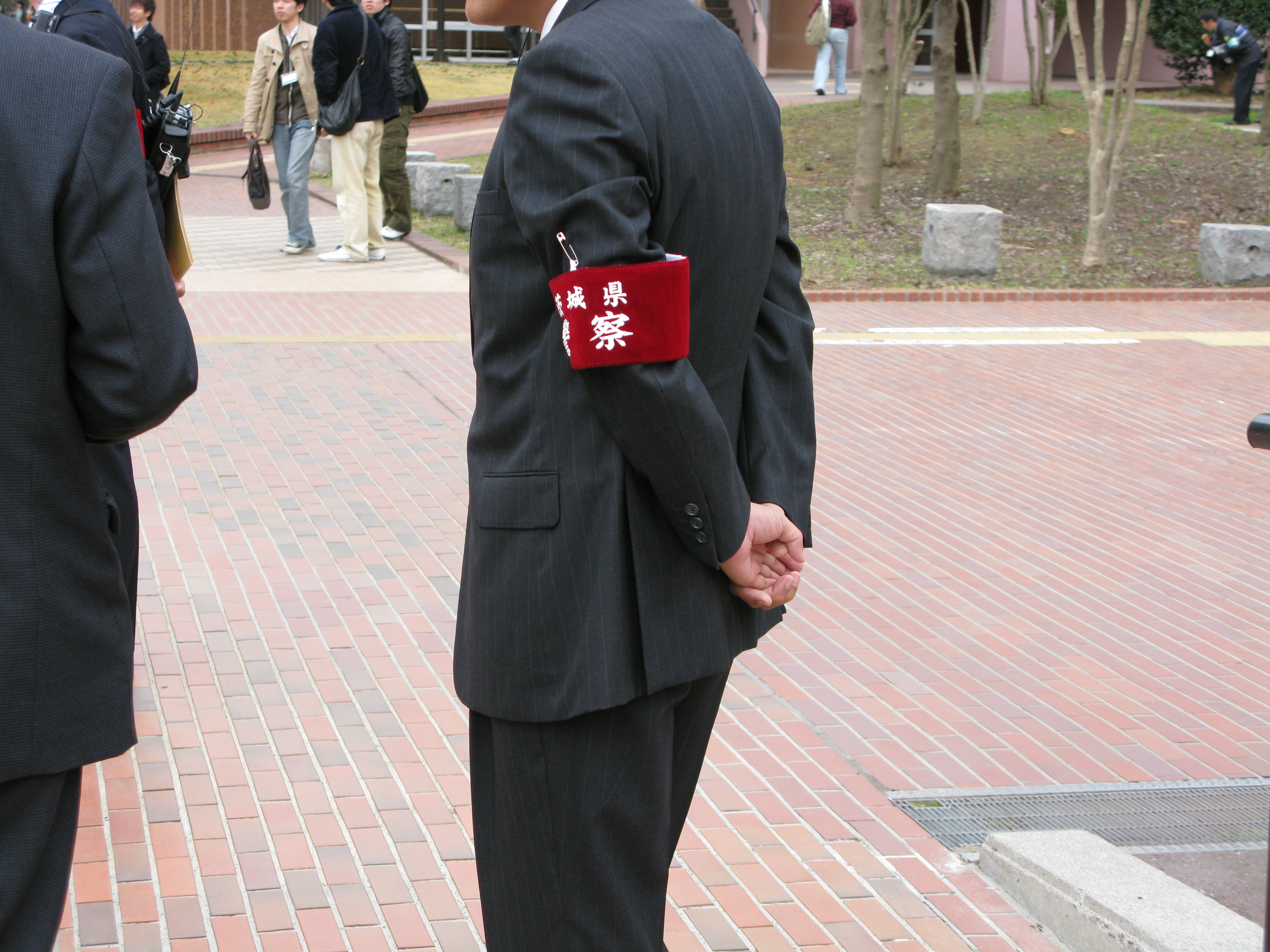
이바라키현 경찰 완장

완장(腕章) 또는 암밴드(영어: armband)는 팔에 감거나 붙이는 휘장이다. 팔에 감는 완장은 크게 눈에 띄기 때문에 멀리서도 쉽게 구별할 수 있다. 따라서 공개적으로 그 사람의 소속, 역할 등 나타내는 경우에 자주 사용된다. 이에 따라 '권력, 권한을 가진 사람'이라는 의미로 비유적으로 사용되기도 한다.
순수한 장식용으로 착용하거나, 착용자를 그룹에 속해 있음을 표시하거나, 특정 계급, 지위, 직위 또는 역할을 갖거나 특정 상태 또는 조건에 있는 휘장으로 착용할 수 있다. 스프렁 암밴드(Sprung armband)는 남성이 너무 긴 소매가 손 위로 떨어져 사용을 방해하는 것을 방지하기 위해 사용되었다. 완장은 수영자의 부양을 보조하거나 혈압계와 함께 사용하는 팽창식 암밴드를 의미할 수도 있으며, 이 경우 일반적으로 커프(cuff)라고 한다.

## 종류
청동기 시대 완장은 청동(때때로 금도금)과 흑옥으로 만들어진 것으로 발견되었다. 일부는 제거가 불가능하도록 구성되었다.
군복의 일부로 사용되면 브라사드(brassard)라고 불린다. 클럽, 협회 또는 팀의 구성원을 식별하는 등 다른 목적으로 사용되는 유니폼에는 특정 직급이나 기능을 위한 완장이 있을 수도 있다. 완장은 그룹 리더, 팀 주장 또는 이벤트를 통제하거나 조직하는 사람을 식별할 수 있다.
아시아의 언론인들은 언론 배지와 유사하게 완장을 사용하여 자신을 표시한다.
완장은 때때로 정치적 성향을 나타내거나 착용자를 이데올로기 또는 사회 운동으로 식별하는 데 사용된다.
대기업은 운동선수가 회사 로고를 눈에 띄게 표시할 때 광고를 받기 위해 운동선수와 팀을 후원한다. 완장, 머리띠, 손목 밴드 및 손목 밴드는 이러한 광고의 일반적인 형태이다.
자신의 감정을 표현하고 감정적인 소속감이나 신념을 표현한다는 뜻인 마음을 소매에 두르라는 표현은 완장과 관련이 있는 것으로 추정된다. 중세 마상 창시합에서 궁정의 여인들은 자신이 가장 좋아하는 기사의 팔에 천 조각(스카프나 스카프)을 묶어서 그 여인에 대한 애정을 표시했다고 한다.
완장은 역기 들기, 달리기 등과 같은 활동을 하는 동안 착용자의 팔에 스마트폰이나 휴대용 음악 플레이어를 고정하는 데 자주 사용된다. 이제 하이브리드 유형의 완장와 핸드밴드 조합이 주자들에게도 널리 사용된다.

## 애도
일부 문화권에서는 검은 완장을 착용하는 사람이 애도 중이거나 사망한 가족, 친구, 동지 또는 팀원을 추모하고 싶어한다는 것을 의미한다. 이러한 사용은 회원 상실 후 첫 번째 모임에서 특히 일반적이다. 프랭클린 D. 루즈벨트 대통령은 1941년 12월 일본에 대한 선전포고문에 서명할 당시 어머니의 죽음을 애도하는 검은 완장을 차고 있었다. 협회 축구에서는 전직 선수나 감독의 사망 이후 다음 경기에서 검은 완장을 착용하는 것이 일반적이다. 이는 경기 시작 시 잠시 묵념하는 시간을 동반할 수도 있다.

## 같이 보기
- 팔찌